# WISE J0005+3737
Désignations
WISE J0005+3737 ou WISE J000517.48+373720.5, est une naine brune avec un type spectral de type T9, située dans la constellation d'Andromède à environ 25,7 années-lumière de la Terre.

## Découverte
WISE J0005+3737 a été découverte en 2012 par Mace et al. à partir des données collectées par le Wide-field Infrared Survey Explorer. Le document de découverte a été publié en mars 2013.

## Distance
Actuellement, l'estimation la plus précise de WISE J0005+3737 est parallaxe trigonométrique, publiée en 2019 par J. Davy Kirkpatrick et al. : 7,9+0,2
 −0,1 pc ou 25,7+0,5
 −0,5 al.

## Liens
- Ressource relative à l'astronomie :   - Simbad